# 朝鲜劳动党中央委员会宣传鼓动部
朝鲜劳动党中央委员会宣传鼓动部（朝鲜语：／ Joseonlodongdang Seonjeonseondongbu），在中华人民共和国以外一般按照朝鲜语原文称作朝鮮勞動黨宣傳煽動部，是朝鮮勞動黨中央委員會的下属机构。
金正日曾出任此部門工作，負責製作電影和排練阿里郎集體操。现任部长李日焕，第一副部长为金正恩的妹妹金与正。
此部门官方英语翻译为：（即“公关訊息部”）。

## 历任部长
- 1948年3月：朴昌玉
- 金道满
- 1953年：金昌满
- 1973年7月:金正日
- 1985年：金基南
- 2000年－2005年：郑夏哲
- 2017年10月-2020年1月19日：朴光浩[5]
- 2020年1月19日：李日焕